# Classe Lion (incrociatore)
La classe Lion fu una classe di incrociatori da battaglia della Royal Navy, che furono soprannominati Splendid Cats («Splendidi felini»).
La classe fu adattata dal progetto della prima classe di super-dreadnought, la classe Orion; il progetto dei Lion fu un tentativo di risolvere i problemi della precedente classe Indefatigable, dotata di una scarsa corazzatura.
Per poter raggiungere l'alta velocità di 27 nodi i Lion dovettero comunque rinunciare a molta corazzatura; fu una decisione rischiosa in quanto erano lunghi 60 metri in più dei predecessori. Furono i primi incrociatori da battaglia ad essere armati con i nuovi cannoni da 13,5 pollici (343 mm) costruiti dalla Vickers.
Le prime due navi della classe entrarono in servizio nel 1912; l'anno successivo entrò in servizio la Queen Mary dotata di una corazza migliorata - comunque ancora insufficiente - ed un conseguente aumento di dislocamento. Sebbene a volte considerata una classe a sé stante, la Queen Mary viene generalmente ritenuta sufficientemente simile per essere elencata come la terza nave di questa classe.
Tutte e tre le navi furono coinvolte nella Battaglia dello Jutland del 1916: la Lion arrivò vicino al saltare in aria, la Princess Royal venne gravemente danneggiata e la Queen Mary esplose ed affondò, portando con sé i 1.255 uomini dell'equipaggio. Dopo l'esplosione della Queen Mary il viceammiraglio David Beatty, imbarcato sulla Lion, fu sentito dire: «There seems to be something wrong with our bloody ships today» («pare che oggi ci sia qualcosa di sbagliato con le nostre maledette navi»).
La battaglia dello Jutland fu l'ultima azione di rilievo a cui parteciparono le due Lion' sopravvissute. Entrambe le navi furono smantellate in conseguenza del Trattato navale di Washington del 1922.